# Synagoga w Łapach (ul. Pierackiego)
Synagoga w Łapach – nieistniejąca synagoga, która znajdowała się w Łapach przy ulicy Bronisława Pierackiego.
Synagoga została założona po zniszczeniu głównej synagogi we wrześniu 1939 roku. Po wkroczeniu w 1941 roku wojsk niemieckich do Łap synagoga została doszczętnie zniszczona przez hitlerowców.